# 4571 Ґрюмьо
4571 Ґрюмьо (4571 Grumiaux) — астероїд головного поясу, відкритий 8 вересня 1985 року.
Тіссеранів параметр щодо Юпітера — 3,180.